# Jean-Baptiste Say
Jean-Baptiste Say (ur. 5 stycznia 1767 w Lyonie, zm. 15 listopada 1832 w Paryżu) – francuski przedsiębiorca i ekonomista, przedstawiciel francuskiego nurtu ekonomii klasycznej.
Najpowszechniej znanym dokonaniem Saya jest sformułowanie prawa rynków, zwanego też często wprost prawem Saya. Kryjąca się za nim koncepcja była już wcześniej formułowana przez innych ekonomistów, ale Say po raz pierwszy sformułował ją w sposób precyzyjny i naukowy.
W najogólniejszej postaci prawo rynków Saya sprowadza się do tego, że podaż sama stwarza popyt (zakłada podażowy charakter gospodarki narodowej – popyt jest bierny i zawsze dostosowuje się do podaży). Wynika to z faktu, że koszty produkcji ponoszone przez producentów są jednocześnie zapłatą dla pracowników i podwykonawców, a tym samym są przeznaczone na konsumpcję. Zakłada się tu, że oszczędności gromadzone przez podmioty są niczym innym jak odroczoną konsumpcją. Say zakłada też implicite, że rynek działa w warunkach wolnej konkurencji. W takiej sytuacji kryzys nadprodukcji może wystąpić jedynie w obliczu czynników zewnętrznych, np. klęsk żywiołowych.
Prawo rynków Saya wywołało bardzo wiele dyskusji wśród późniejszych ekonomistów, stając się jednym z podstawowych postulatów nurtu klasycznego w ekonomii.